# Ávila (futebolista)
Oswaldo Ávila, mais conhecido como Ávila (Pelotas, 4 de dezembro de 1919 — Rio de Janeiro, 22 de agosto de 2006), foi um futebolista brasileiro que atuou como meio-campista.

## Biografia
Ávila começou atuando no Pelotas. Em 1941, transferiu-se para o Internacional, onde fez parte do lendário "Rolo Compressor".
Ficou marcado no Botafogo quando ajudou o time a vencer o Campeonato Carioca de 1948. Ávila foi convocado para defender a Seleção Brasileira em 1944. Fez uma unica partida pela Seleção, foi no dia 17 de maio, na vitória de 4 a 0 sobre o Uruguai. 

## Títulos
Internacional
- Campeonato Gaúcho: 1941, 1942, 1943, 1944, 1945
- Campeonato Citadino de Porto Alegre: 1941, 1942, 1943, 1944 e 1945
- Torneio Extra de Porto Alegre: 1946

Botafogo
- Campeonato Carioca: 1948